# Роберт Пражак
Роберт Пражак (чеськ. Robert Pražák, 3 грудня 1892, Пльзень — 16 травня 1966, Пльзень) — чехословацький гімнаст, призер Олімпійських ігор.

## Біографічні дані
Роберт Пражак на Олімпіаді 1920 входив до складу збірної Чехословаччини, яка зайняла четверте місце з п'яти в командному заліку.
На Олімпійських іграх 1924 він теж входив до складу збірної Чехословаччини і завоював три срібних медалі — в абсолютному заліку і у змаганнях на брусах і кільцях. Крім того він зайняв 8-е місце в стрибку через коня, 9-е — у вправах на перекладині і в опорному стрибку, 13-е місце — у вправах на коні та спортивному скелелазінню.